# Guteborn
Guteborn (sorbisch Wudwor) ist eine Gemeinde im Landkreis Oberspreewald-Lausitz im Süden des Landes Brandenburg und Teil des Amtes Ruhland.

## Geografie
Die Gemeinde befindet sich in der Oberlausitz und ist ein von der Landwirtschaft geprägtes Dorf.

## Gemeindegliederung
Zur Gemeinde gehört der Wohnplatz Sorgenteich.

## Geschichte

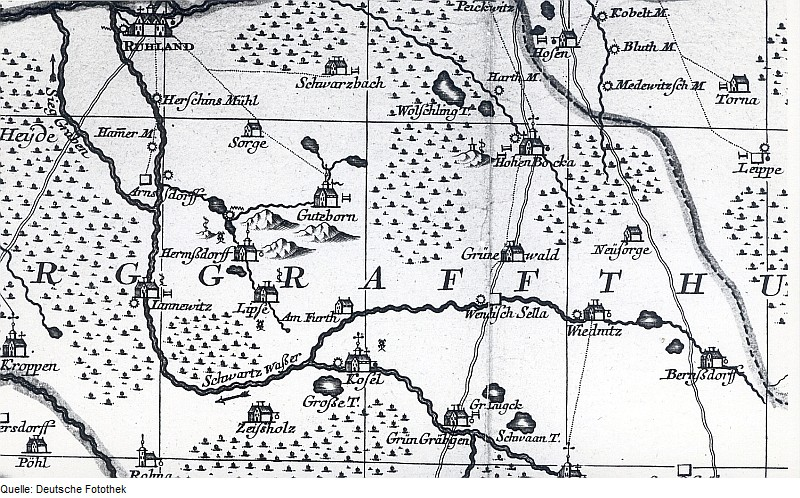
Guteborn in einer Karte aus dem Jahr 1757

Der Ortsname Guteborn wird auf die Bezeichnung eines idyllisch gelegenen Weihers zurückgeführt, der von einer unsichtbaren Quelle (Born) gespeist wird.
Der Ort, ein typisches Straßenangerdorf, wurde im Jahre 1349 das erste Mal schriftlich erwähnt. Zunächst gehörte der Ort zur Standesherrschaft Ruhland. Nach deren Zerfall bildete sich in Guteborn ein Erbrittergut heraus. Im Jahr 1575 wurde erstmals ein Schloss erwähnt. Dieses wurde im Laufe der Jahrhunderte zu einer den Ort prägenden Schlossanlage mit einem Park ausgebaut. Am 13. November 1918 dankte auf Schloss Guteborn König Friedrich August III. von Sachsen ab.
Nach dem Zweiten Weltkrieg wurde das Schloss nicht zuletzt aus ideologischen Gründen beseitigt. Die Stallgebäude des Schlosses wurden fortan von einer LPG genutzt. Trotz des Abrisses blieben einige bauliche und landschaftliche Reste der Schlossanlage, wie Schmiede, Ställe, Kapelle und Teiche, erhalten.
Guteborn gehörte seit 1816 zum Kreis Hoyerswerda in der preußischen Provinz Schlesien. Da der Landkreis westlich der Oder-Neiße-Linie lag, wurde er 1945 Teil der sowjetischen Besatzungszone und in das Land Sachsen eingegliedert. Im Jahr 1952 kam Guteborn zum neugegründeten Kreis Senftenberg im DDR-Bezirk Cottbus (1990–1993 im Land Brandenburg). Seit der Kreisreform 1993 liegt die Gemeinde im Landkreis Oberspreewald-Lausitz.
Am 19. Mai 1974 wurde Guteborn nach Schwarzbach eingemeindet. Am 6. Mai 1990 wurde der Ort wieder zu einer selbstständigen Gemeinde. Am 13. März 2012 wurde der Wohnplatz Sorgenteich aus der Stadt Ruhland nach Guteborn umgegliedert.

## Bevölkerungsentwicklung
| Jahr | Einwohner |
| ---- | --------- |
| 1875 | 300       |
| 1890 | 350       |
| 1910 | 400       |
| 1925 | 507       |
| 1933 | 573       |
| 1939 | 617       |

| Jahr | Einwohner |
| ---- | --------- |
| 1946 | 679       |
| 1950 | 747       |
| 1964 | 797       |
| 1971 | 784       |
| 1981 | 664       |
| 1985 | 668       |

| Jahr | Einwohner |
| ---- | --------- |
| 1990 | 673       |
| 1995 | 662       |
| 2000 | 666       |
| 2005 | 624       |
| 2010 | 580       |
| 2015 | 542       |

| Jahr | Einwohner |
| ---- | --------- |
| 2020 | 541       |
| 2021 | 519       |
| 2022 | 532       |
| 2023 | 530       |
| 2024 | 528       |

Gebietsstand des jeweiligen Jahres, Einwohnerzahl: Stand 31. Dezember (ab 1991), ab 2011 auf Basis des Zensus 2011, ab 2022 auf Basis des Zensus 2022

## Politik

### Gemeindevertretung
Die Gemeindevertretung von Guteborn besteht aus acht Gemeindevertretern und dem ehrenamtlichen Bürgermeister. Die Kommunalwahl am 9. Juni 2024 führte bei einer Wahlbeteiligung von 70,5 % zu folgendem Ergebnis:
| Wählergruppe                | Stimmenanteil | Sitze |
| --------------------------- | ------------- | ----- |
| Wählergemeinschaft Guteborn | 100 %         | 8     |

### Bürgermeister
- 1998–2019: Detlef Ritter (Einzelbewerber)[10]
- seit 2019: Ralf Pavlik (Wählergemeinschaft Guteborn)

Pavlik wurde bei der Bürgermeisterwahl am 9. Juni 2024 ohne Gegenkandidaten mit 86,1 % der Stimmen für eine weitere Amtszeit von fünf Jahren gewählt.

## Sehenswürdigkeiten und Kultur

### Denkmale
In der Liste der Baudenkmale in Guteborn und in der Liste der Bodendenkmale in Guteborn stehen die in der Denkmalliste des Landes Brandenburg eingetragenen Denkmäler. An das 1948 gesprengte Schloss erinnern die Schlosskapelle, der Schlossteich und Reste des Schlossparks sowie der jetzige Landschaftspark.
Auf dem Dorfanger stehen ein Denkmal für die Gefallenen des Ersten Weltkriegs, ein Bismarckstein aus dem Jahr 1915 sowie ein Brunnen.

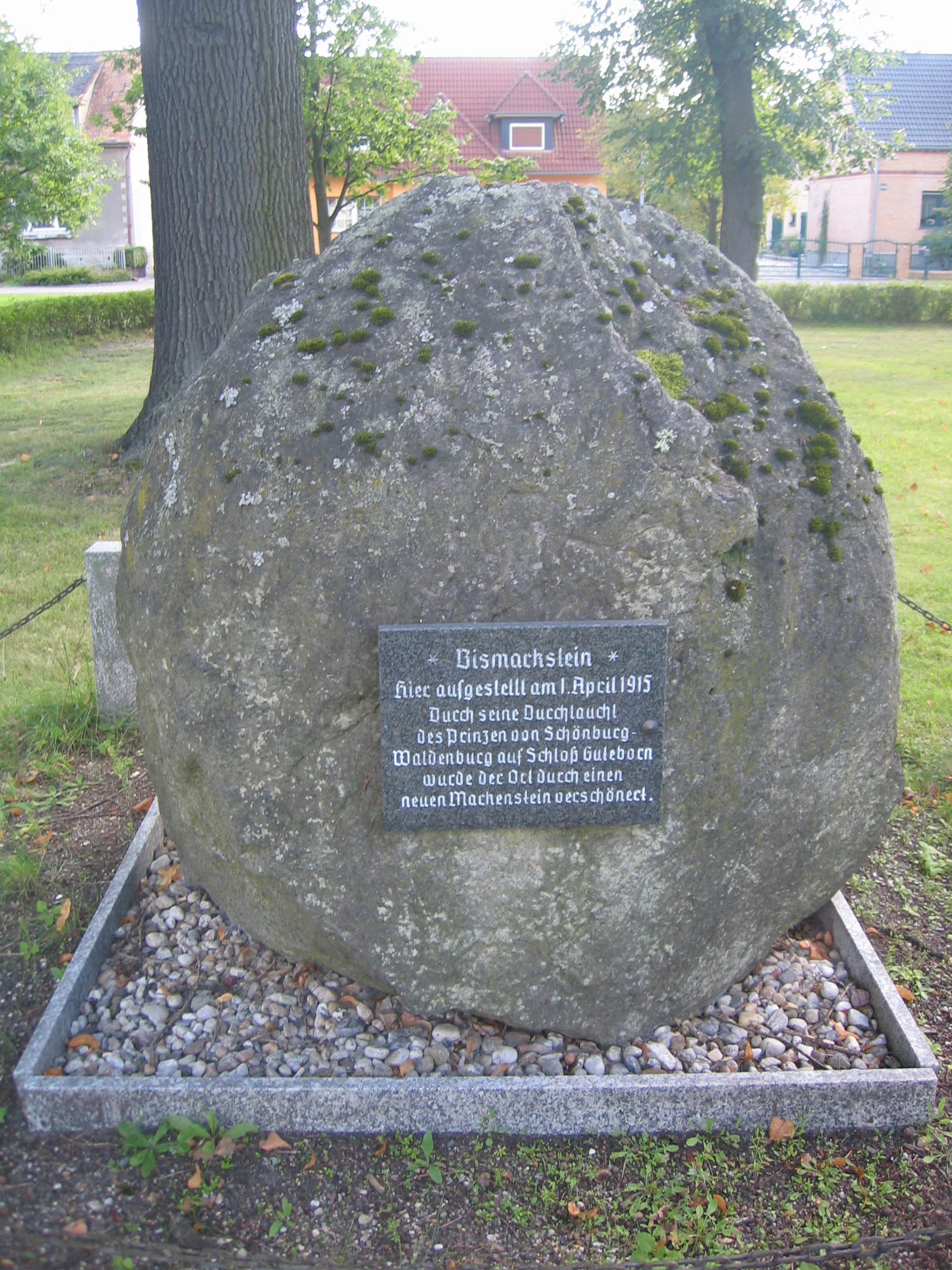
Bismarckstein
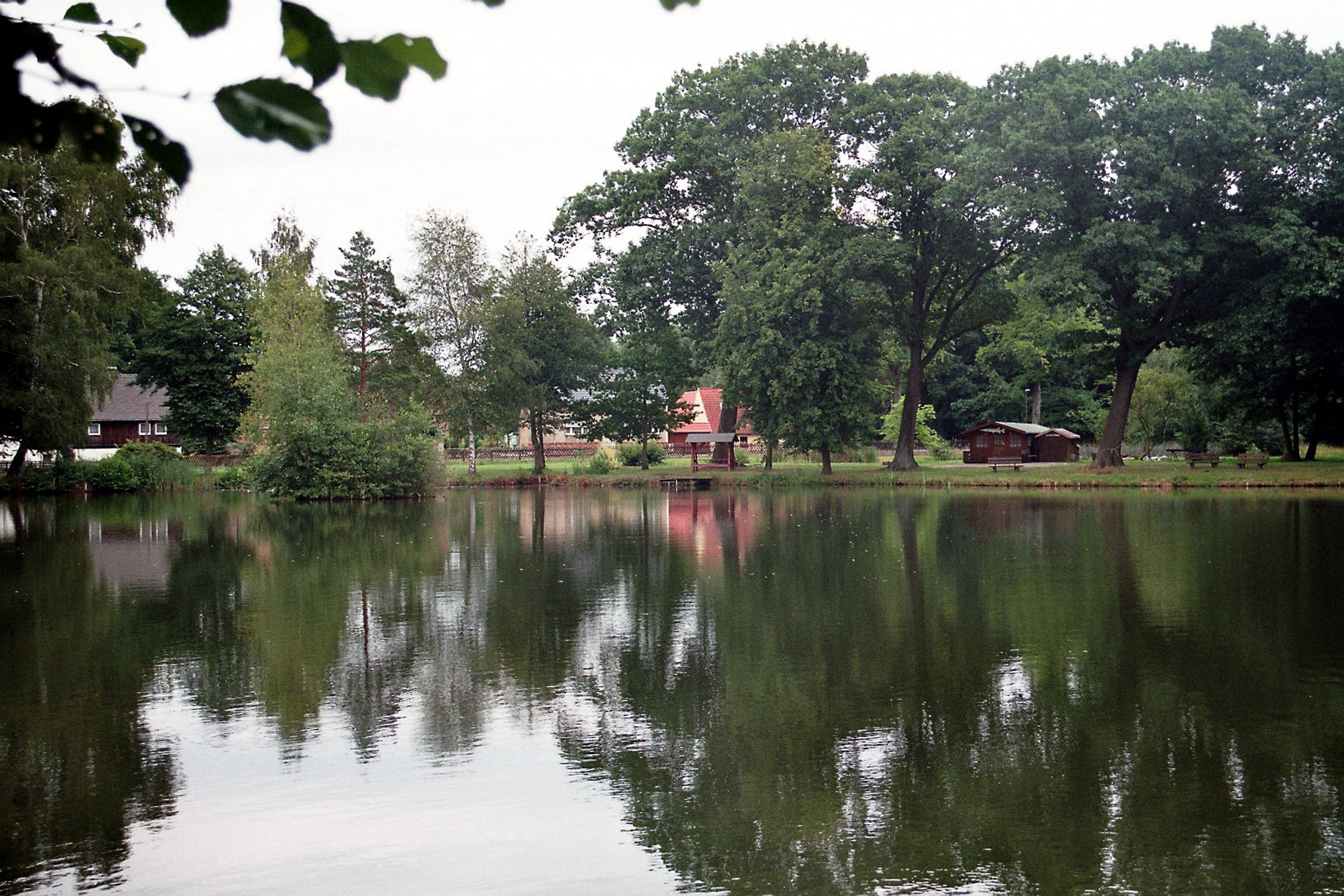
Schlossteich
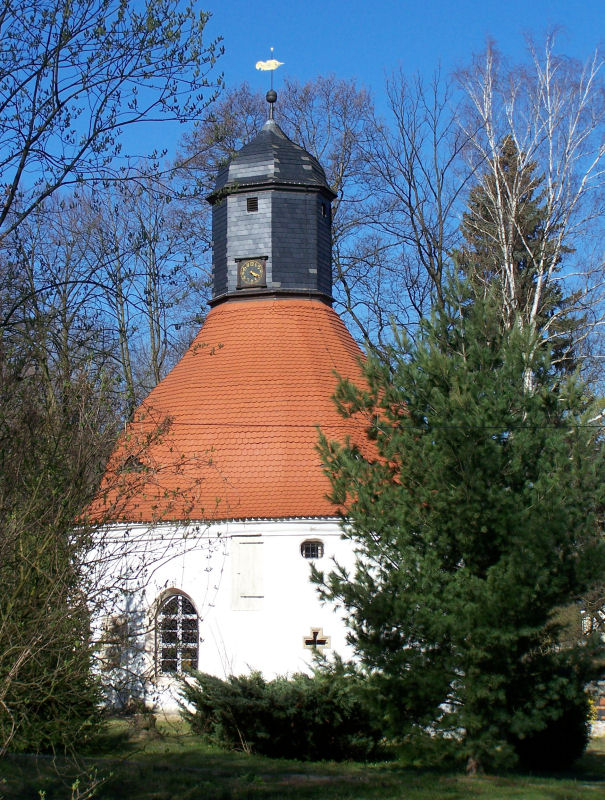
Schlosskapelle
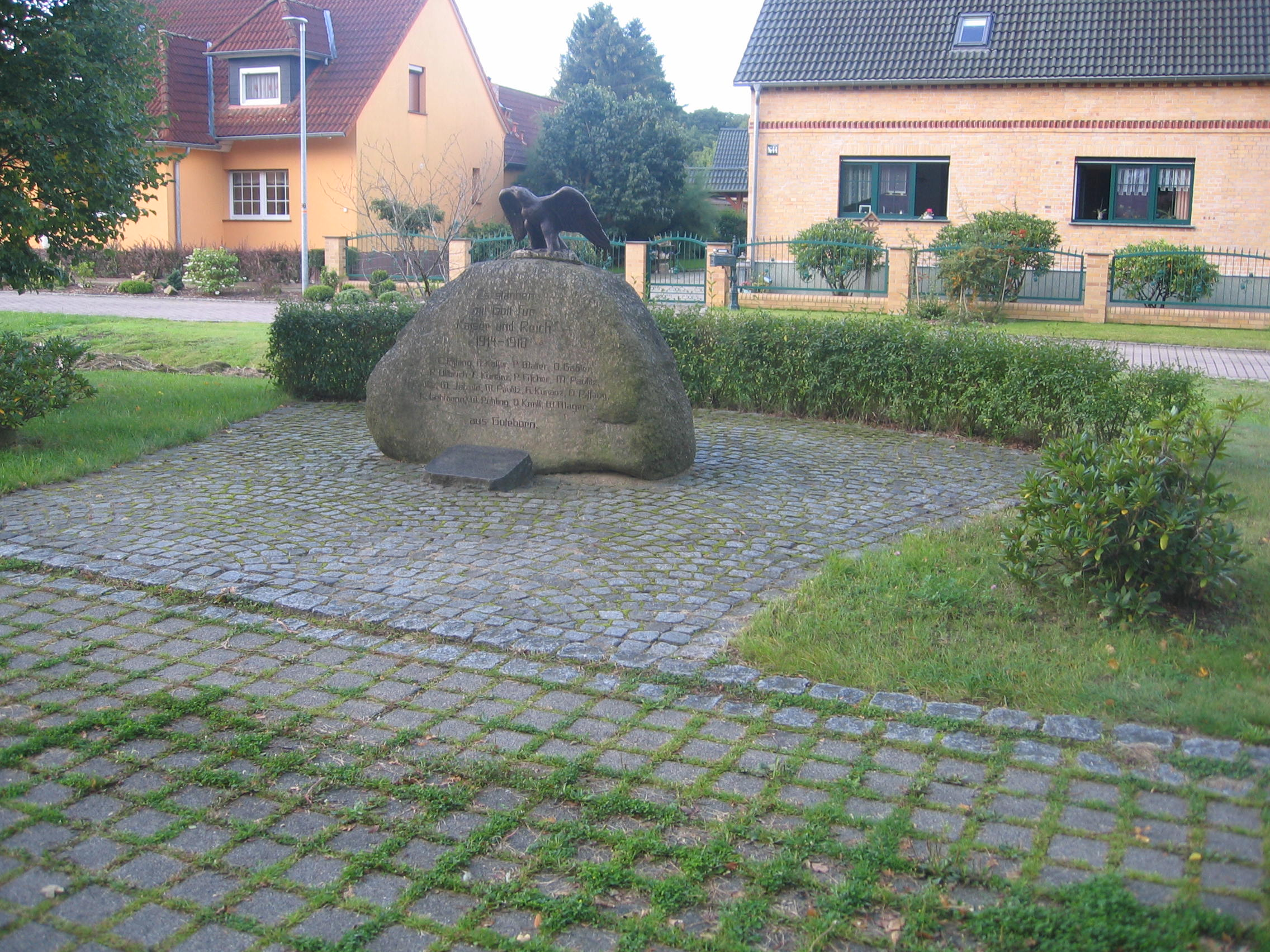
Gefallenendenkmal

### Geschützte Natur
Die Liste der Naturdenkmale in Guteborn erfasst die besonders geschützten Einzelobjekte. Erwähnenswert sind auch der namensgebende „Gute Born“ östlich und eine weitere Quelle („Kühler Born“) südlich des Schlossteichs sowie den Ort umgebende Schutzgebiete.

### Regelmäßige Veranstaltungen
- Kinder- und Fischerfest jährlich am Sonnabend und Sonntag zu Pfingsten am Schlossteich, ausgerichtet vom Verein Angel und Freizeit 1985 Guteborn[14][15]
- Diavorträge zur Geschichte[16] und geführte Wanderungen[17][18][19] organisiert der Verein Quellengemeinschaft Guteborn (landläufig auch Quellenverein genannt).
- Kinder- und Heimatfest im Juli am Schlossteich mit einem Märchen-Theaterspiel, ebenfalls ausgerichtet von der Quellengemeinschaft Guteborn[20]
- am letzten Juli-Wochenende ein Fußballfest oder Sportfest, ausgerichtet vom FSV 1920 Guteborn[21]

## Wirtschaft und Infrastruktur

### Verkehr
Guteborn liegt an der Landesstraße L 27 zwischen Ruhland und Grünewald. Die nächstgelegene Autobahnanschlussstelle ist Ruhland an der A 13 Berlin–Dresden. Im nahe gelegenen Schwarzheide befindet sich ein Verkehrslandeflugplatz der Kategorie II.

### Bildung
Im Jahre 1906 wurde in Guteborn in der Ortsmitte eine Schule gebaut. Das Gebäude war ein Backsteinbau. Im Jahr 1958 wurde ein sogenanntes Schulkombinat gemeinsam mit Schwarzbach, Hermsdorf und Lipsa gebildet und bis zum Jahr 1967 am Ortsrand ein neues Schulgebäude errichtet, das den Namen des sowjetischen Kosmonauten German Titow erhielt. Diese Polytechnische Oberschule wurde 1990 nach der politischen Wende zu einer Gesamtschule. Aufgrund des Rückgangs der Schülerzahl wurde die Gesamtschule im Jahre 1992 in eine Grundschule umgewandelt, die noch heute existiert. Das Schulgebäude wurde von 2006 bis 2008 für etwa eine Million Euro durch das Amt Ruhland saniert, dabei wurde das Gebäude um einen Anbau erweitert.

## Persönlichkeiten
- Robert Immanuel Berger (1805–1884), evangelischer Pfarrer und Schriftsteller, 1831 bis 1837 Kapellprediger für Guteborn[24]
- Gabriele Meinel (* 1956), Mittel- und Langstreckenläuferin, in Guteborn geboren
- Gabriele Theiss (* 1959), Politikerin (SPD), Abgeordnete im Landtag Brandenburg, in Guteborn geboren
- Hartmut Handschak (* 1961), Politiker (parteilos), Landrat des Saalekreises, in Guteborn geboren
- Steffen Ziegert (* 1963), Heimatforscher, lebte in Guteborn[25]